# 陳琯
陳琯（16世紀—1644年），字符卿，號白菴，浙江湖州府歸安縣人，明朝政治人物。

## 生平
萬曆四十六年（1618年），陳琯舉戊午科浙江鄉試，天啟二年（1622年）成進士，礼部观政，獲授合肥知縣，崇祯元年拾遗，三年补河南布政司照磨，四年升任河南府推官，處理刑獄而寫下《勿喜錄》，以抵禦流賊功勞，五年升任兵部职方司主事，六年升郎中。
崇祯八年，他外任常州知府，升蘇松督糧道參議有政績，十三年被革职，十六年考察，因病歸鄉，得知甲申之變激動而卒。